# Хаблум
Хаблум — цар (або обраний отаман) кутіїв, правив 2 роки в Шумері у 2132-2130 до н. е. (2073-2071 до н. е. за іншими даними).